# Đế quốc Wadai
Đế quốc Wadai, còn được biết đến với tên gọi Vương quốc Hồi giáo Wadai (tiếng Ả Rập: سلطنة وداي Saltanat Waday, tiếng Pháp: royaume du Ouaddaï, tiếng Fur: Burgu hoặc Birgu; 1501–1912) là một vương quốc Hồi giáo châu Phi có vị trí tại phía đông của hồ Tchad ở Tchad và Cộng hòa Trung Phi ngày nay. Nó nổi dậy vào thế kỷ XVII dưới sự lãnh đạo của vị vua đầu tiên, Abd al-Karim, người đã lật đổ những người Tunjur cầm quyền trong khu vực. Đế quốc này kiểm soát vùng lãnh thổ trước đây thuộc về Vương quốc Hồi giáo Darfur (thuộc Sudan ngày nay) ở phía đông bắc của Vương quốc Hồi giáo Baguirmi.

### Mở rộng

Vương quốc Wadai (vàng) trên một bản đồ của Hoa Kỳ năm 1890

### Sụp đổ

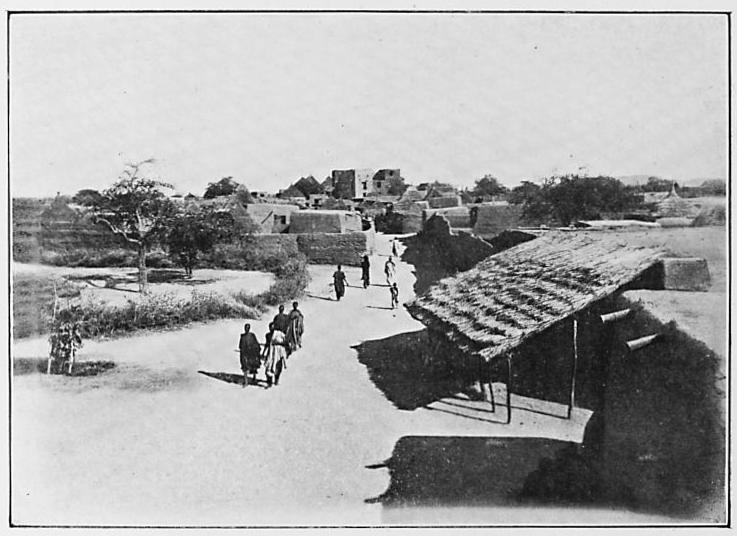
Quang cảnh Abéché, với các tòa nhà được xây dựng bởi vị vua cuối cùng của Wadai, 'Asil Kolak. Ảnh chụp khoảng năm 1918, sau khi Pháp thôn tính.

## Lịch sử